# 웨스트게이트 쇼핑몰 테러

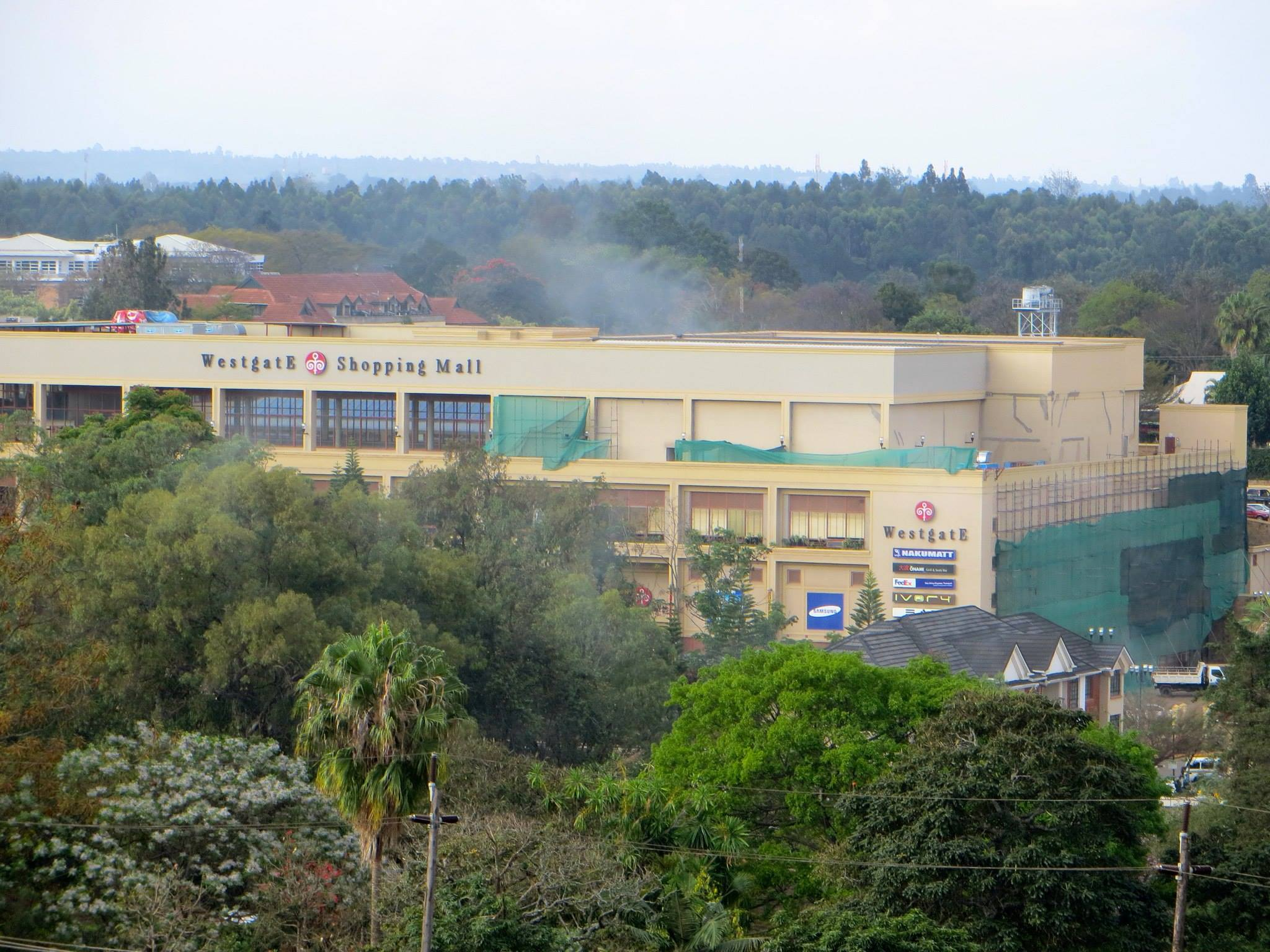
사건 직후 웨스트게이트 쇼핑몰의 모습

웨스트게이트 쇼핑몰 테러는 2013년 9월 21일에 케냐 나이로비에 있는 웨스트게이트 쇼핑몰에서 발생한 테러이다. 이 테러는 소말리아의 무장단체 알샤바브에 의해 자행되었으며, 2013년 9월 25일에 진압되었다.
이스라엘군 고문들이 인질범들에 대한 반격 작전에 참여하고 전투에 가담한 것으로 알려졌으나, 이스라엘 외무부는 이러한 사실에 대한 확인이나 부인을 거부하였다.

## 같이 보기
- 1998년 미국 대사관 폭탄 테러
- 가리사 대학교 테러